# Campnosperma lepidotum
Campnosperma lepidotum là một loài thực vật có hoa trong họ Đào lộn hột. Loài này được Capuron ex Randrianasolo & J.S.Mill. mô tả khoa học đầu tiên năm 1998.